# Дерягино (Большесельский район)
Деря́гино — деревня в Большесельском сельском поселении Большесельского района Ярославской области.

## Население
По данным статистического сборника «Сельские населенные пункты Ярославской области на 1 января 2007 года», в деревне Дерягино проживает 17 человек. По топокарте на 1981 год в деревне проживало 0,02 тыс. человек.

## География
Деревня расположена в западной части района. Она стоит на левом восточном берегу реки Койки южнее пересечения реки автомобильной дорогой, следующей из Большого Села на запад к федеральной автомобильной трассе Р104. Эта дорога проходит на расстоянии около 1 км к северо-востоку от деревни. Деревня стоит в излучине Койки огибающей её с северо-запада, запада, юга и юго-востока. Непосредственно напротив Дерягино на правом берегу Койки находится деревня Зверево, и, выше по течению, но непосредственно примыкая к Зверево деревня Терехово. Выше по течению Койки на противоположном правом берегу, к северо-западу от Дерягино стоит деревня Никулино. Также выше Дерягино по течению, но на левом берегу, к северу стоит деревня Девницы. Все эти деревни стоят на примыкающем к реке поле, окруженном лесом.